# 袴田京太朗
袴田 京太朗（はかまた きょうたろう、1963年5月29日 - ）は、日本の彫刻家。静岡県出身。1987年、武蔵野美術大学彫刻学科卒。武蔵野美術大学油絵学科教授。
初期の頃は、ベニヤや鉄板等をつなぎ合わせ構成する作品が特徴。近年の作風は、色とりどりのアクリル板を幾層にも重ね彫刻作品を作り意欲的に活動を続けている。

## 来歴
- 1994年‐文化庁芸術家在外研修員として渡米
- 1996年‐五島記念文化賞美術新人賞受賞による海外研修として中国、チベット、ネパールほかに滞在
- 1998年‐「VOCA'98-現代美術の展望　新しい平面の作家たち」（上野の森美術館）出品
- 2001年‐第19回現代日本彫刻展2001（宇部市野外彫刻美術館）出品
- 2003年‐「越後妻有アートトリエンナーレ2003」（十日町市GSIクレオス）、第18回 平行芸術展 出品
- 2008年‐「公開制作--1000層」（府中美術館）

## 作品収蔵先
- 宇都宮美術館
- ファーレ立川
- 佐久市近代美術館
- 資生堂アートハウス

他